# Michał Radomił Wiśniewski
Michał Radomił Wiśniewski (ur. 30 marca 1979) – polski pisarz, publicysta, popularyzator mangi, anime i fantastyki w Polsce, autor komiksów i poeta.

## Życiorys
Wychowywał się na osiedlu w czterdziestotysięcznym mieście w pobliżu granicy z Niemcami Wschodnimi. Już w szkole podstawowej interesował się dziennikarstwem i polityką. W 1990 roku, kiedy dostał drukarkę igłową, tworzył i rozpowszechniał w klasie gazetkę inspirowaną „Światem Młodych”. W czasie kampanii poprzedzającej wybory prezydenckie w 1990 roku rozdawał w klasie odezwy polityczne skierowane przeciwko Lechowi Wałęsie.
Wiśniewski współpracował z magazynem Kawaii (pod pseudonimem „Shinno Michio”). Od tej pory publikował także m.in. w magazynach Premiery, Pulp, Nowa Fantastyka, Arigato, Świat Komiksu. Stały współpracownik magazynu kultury popularnej Esensja. W latach 2003–2005 redaktor naczelny Kawaii (wyd. Phoenix Press), a w 2005 r. redaktor naczelny magazynu Anime+ (ukazał się tylko jeden numer). Rysował amatorskie komiksy do fanzinu MA–88. W latach 2010–2012, publikował na stronach portalu gazeta.pl cotygodniowy felieton CyberCzwartek. W latach 2013–2014 publikował na stronach portalu wp.pl felieton pt. Rozpoznanie wzorca.
Był nominowany do Nagrody Conrada za debiut roku. Jest dwukrotnym laureatem plebiscytu Krakowskiego Klubu Komiksu „Nagroda K” (3 miejsce w 2002 r., 1 miejsce w 2003 r.) w kategorii Publicysta. Był pomysłodawcą nadania pierwszemu polskiemu satelicie naukowemu nazwy Lem, za co otrzymał nominację do nagrody Śląkfa.

## Publikacje

### Książki
- Jetlag (powieść, wyd. Krytyka Polityczna 2014)
- Jeśli zginiesz w grze, zginiesz naprawdę (publicystyka, wyd. Bookrage 2014)
- God Hates Poland (powieść, wyd. Krytyka Polityczna 2015)
- Hello World (powieść, wyd. Krytyka Polityczna 2017)
- Wszyscy jesteśmy cyborgami. Jak internet zmienił Polskę. (publicystyka, wyd. Czarne, 2019)
- Zabójcze aplikacje. Jak smartfony zmieniły nasz świat (wyd. Czarne, 2021)
- Zakaz gry w piłkę. Jak Polacy nienawidzą dzieci. (wyd. Czarne, 2024)

### Inne
- Seriale. Przewodnik Krytyki Politycznej (rozmowa z Jasiem Kapelą Jedyne wspólne dobro kulturowe, wyd. Krytyka Polityczna 2011)